# Pimienta
Pimienta (uit het Spaans: "Peper") is een gemeente (gemeentecode 0504) in het departement Cortés in Honduras.
De hoofdplaats ligt aan de rivier Ulúa, bij de berg Zopilocoy. Het kreeg de naam Pimienta omdat er in de omgeving veel peperstruiken groeiden. Het maakte deel uit van de gemeente Villanueva tot het in 1927 een zelfstandige gemeente werd. In 1936 liep de hoofdplaats Pimienta onder bij een overstroming van de Ulúa. Op 10 juni stelde de Tela Railroad Company een terrein beschikbaar, waarop de nieuwe hoofdplaats gebouwd werd.

## Bevolking
De bevolking is als volgt verdeeld:
| Vrouwen | 10.428 | 52,4% |
| Mannen  | 9.471  | 47,6% |

## Dorpen
De gemeente bestaat uit twee dorpen (aldea): Pimienta (code 050401) en Santiago (050402).